# 富察氏
富察氏（穆麟德轉寫：Fuca hala）为满族姓氏，位列满族八大姓之一。可追溯女真通用三十姓之一的蒲察氏，金朝时期为女真姓氏第二位，与完颜氏世为婚姻。金代多位皇后以及郧王蒲察石家奴、太尉蒲察鼎寿等人皆出自该氏，在当时及此后的元代曾以李为汉姓。至明代，富察氏各支系散处沙济、叶赫、额宜湖、扎库塔、蜚悠城、讷殷、额赫库伦、讷殷江、吉林乌喇、长白山、赛音讷殷、辉发、席百、卦尔察、岳克通鄂城、马察、嘉木湖、沙晋和罗、打牲乌喇、黑龙江、多尔浑、界凡等地，于后金崛起时相继归附。清朝时期，以世居沙济的旺吉努家族最为显赫，大学士马齐、傅恒、嘉勇郡王福康安、孝贤纯皇后等均出自其家。民国以后，富察氏多以富、傅、康、礼、石、谭、沙、付、郭、佟、庆、黑、甯、宗、春等为汉姓。
蒙古和锡伯也有此姓氏。

## 清代世家

### 沙济

#### 旺吉努家族

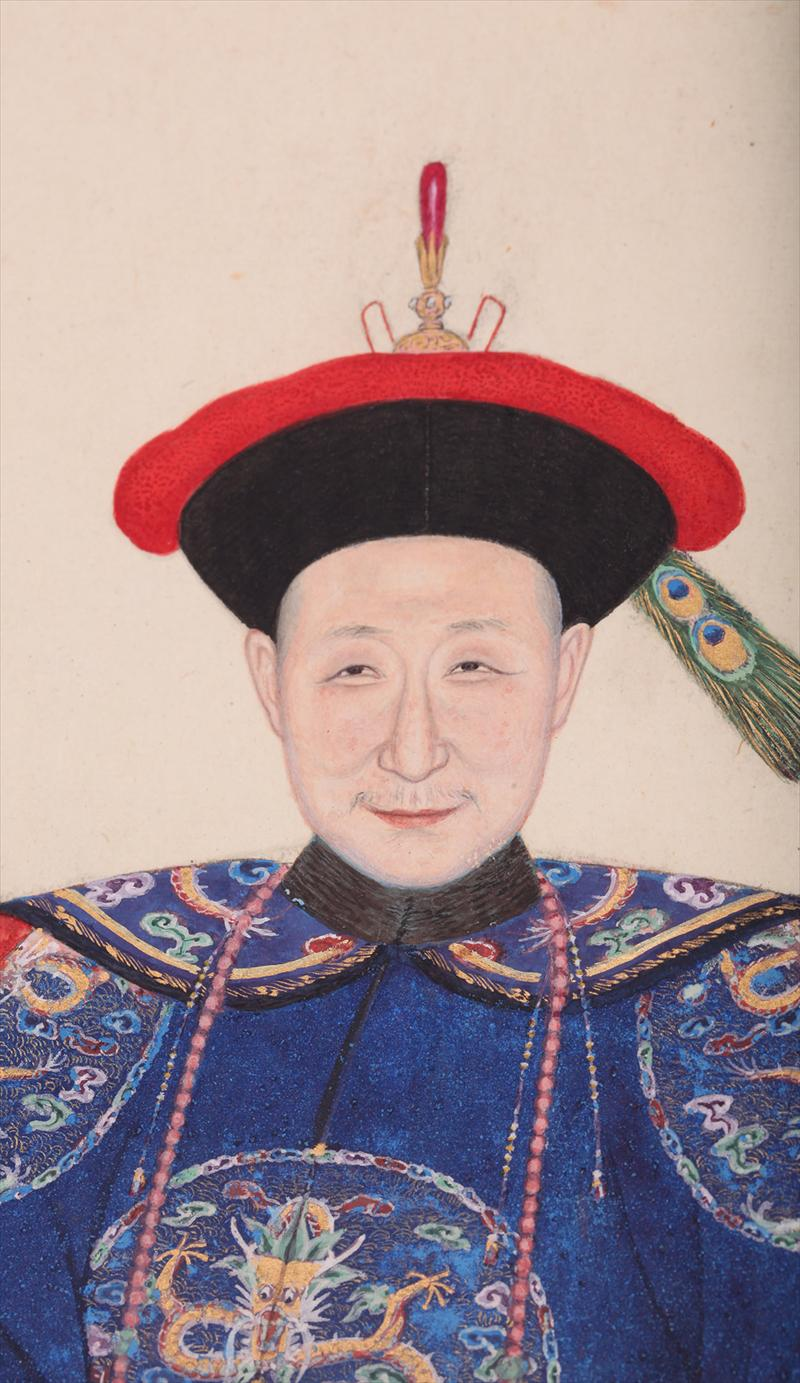
嘉勇郡王福康安

镶黄旗旺吉努世居沙济，早年率族众部属归附清太祖努尔哈赤，编半个佐领使其统领，其长子万济哈之长子哈什屯由顺治帝特恩屡次晋封至一等男兼一云骑尉，历任内大臣、内务府总管兼佐领，哈什屯之子尚书米思翰、孙总管李荣保、大学士马齐等先后袭爵。马齐承袭时改为一等轻车都尉，后因效力年久特恩赏还一等男兼一云骑尉，又额外赏给一等轻车都尉世职，合并为二等伯爵。雍正三年以其辛劳再给一骑都尉世职，令马齐第十一子富良承袭；其第十二子富兴袭二等伯，任散秩大臣。米思翰之长子马思喀历任内大臣、招武将军、都统兼佐领；三子马武官至领侍卫内大臣兼佐领，雍正五年特恩赐三等轻车都尉世职；四子李荣保之女为孝贤纯皇后，于乾隆二年追封一等公，李荣保四子富文袭一等侯，任三等侍卫，其子明瑞晋封为承恩毅勇公，于缅甸兵败自缢，明瑞嗣曾孙景寿为咸丰顾命八大臣之一。李荣保长子广恒任主事，其子明亮因战功封三等襄勇侯，官至武英殿大学士；十子傅恒官至保和殿大学士，因平金川、缅甸战功封一等忠勇公，次子福隆安等相继承袭，三子福康安因金川、台湾、廓尔喀等战功追赠嘉勇郡王，其子德麟降袭贝子，其孙辈递降至不入八分公后世袭至清末。此外，万济哈之次子吉尔塔巴任护军校，击破农民军、福王政权有功，授云骑尉世职，其子庄图、孙托永等先后袭职，托永曾任安徽布政使。
旺吉努次子万塔锡任佐领、陵寝总管，其亲叔雅尔布之子法特哈任佐领，由北京征山东有功，授云骑尉世职。旺吉努同族延珠瑚早期同其兄高图、弟噶哈、卫齐等一同归附。延珠瑚之孙达赉任委署䕶军校，从征云南有功，授云骑尉世职。高图之孙尼满官至刑部尚书。噶哈曾孙萨哈连任员外郎，在王辅臣兵变中阵亡，赠云骑尉世职。
旺吉努同族正黄旗本科理（《钦定八旗通志》记作博翁科里）早年平定朱舍里十三部长有功，赐苏赫巴图鲁之号，任佐领。其子敦拜授骑都尉，因锦州、山海关、河南、江南、江西、两广等地屡立战功，又两遇恩诏加至一等子，官至奉天将军，因无嗣由其亲弟之孙胡什布承袭，官至副都统。胡什布之子马尔岱、孙富鼐等先后袭职。马尔岱袭爵时改为一等男世职。本科理之子济锡哈任佐领，从征博穆博果尔、锦州、山海关、浙江等地有功，又两遇恩诏加至一等男，因事䧏为一等轻车都尉，历任议政大臣、刑部尚书、都统等职，其孙翁诺袭时改为三等轻车都尉世职。本科理之子费雅思哈任护军参领，征北京、山东、山海关、四川、大同、云南等地屡立战功，并于缅甸擒永历帝有功，优授三等男，官至议政大臣，其孙苏图袭时改为二等轻车都尉，任宁夏副都统，从征准噶尔阵亡，优赠三等男世职。费雅思哈之子苏丹征讨罗卜藏丹津有功，授三等轻车都尉世职，历任西安将军、议政大臣、都统。本科理之孙瓦尔达任护军统领，从征噶尔丹有功授云骑尉世职；曾孙贝和诺历任云贵总督、礼部尚书等职。
| 姓名                      | 爵位                        | 在位時間                                      | 最高官職                                | 諡號 | 備註                       |
| ------------------------- | --------------------------- | --------------------------------------------- | --------------------------------------- | ---- | -------------------------- |
| 福康安 （1754年－1796年） | 忠銳嘉勇貝子 追贈嘉勇郡王   | 1795年－1796年                                | 太子太保、武英殿大學士 大將軍、閩浙總督 | 文襄 |                            |
| 德麟                      | 多羅貝勒 後因罪降為固山貝子 | 貝勒（1796年－1808年） 貝子（1808年－1819年） | 散秩大臣、鑲白旗護軍統領                |      | 後因罪被削去爵位，發遣伊犁 |
| 慶敏                      | 固山貝子                    | 1819年－1855年                                | 理藩院右侍郎、正黃旗蒙古副都統          |      |                            |
| 文謙                      | 不入八分鎮國公              | 1855年－1879年                                | 正白旗漢軍副都統、署理右翼前鋒統領      |      |                            |
| 海凌                      | 不入八分鎮國公              | 1879年－1882年                                |                                         |      |                            |
| 海年                      | 不入八分鎮國公              | 1882年－                                      |                                         |      |                            |

#### 其他
镶黄旗唐哈思瑚世居沙济，其孙罗多理任委署参领，从征浙江、福建、云南等地接连立功，优授骑都尉世职，其子额尔泰、孙福州将军新柱等先后袭职。

### 叶赫
镶黄旗阿哈尼堪世居叶赫，任佐领，征黑龙江有功授骑都尉，后从征锦州、山海关、河南、江南、蒙古等地屡立战功，优授一等轻车都尉，三遇恩诏优加至一等男，历任礼部尚书。其子噶尔哈图任护军参领，从征锦州、北京、山东有功，授云骑尉，袭其父所留之男爵后，将云骑尉让予其三弟达海承袭。噶尔哈图无嗣，其二弟丹岱袭爵，其从前因恩诏授骑都尉，故合并为三等子，丹岱之子夸哈分袭三等轻车都尉，后人承袭时改为骑都尉世职；丹岱六弟达赉分袭三等男，任佐领，后人承袭时改为三等轻车都尉世职。此外，正红旗布丹、正白旗阿布岱、瑚锡泰、桂森、正黄旗琉达理后裔分别因战功授轻车都尉、骑都尉或云骑尉世职，其中桂森之裔后来改隶蒙古八旗。

### 额宜湖
镶白旗阿尔都山世居额宜湖，早期率族众攻克萨齐库城，斩其部长喀穆苏尼堪，招抚三百余人，编佐领令其长子哈宁阿统领。哈宁阿从征北京、宁远、黑龙江、山海关、四川等地有功，授一等轻车都尉，官至护军统领，其子苏瓦颜袭职后三遇恩诏加至二等男，其曾孙明绥袭时改为一等轻车都尉世职。阿尔都山三子伊成额任佐领，从征扎鲁特、北京、山东等地有功，授云骑尉，官至护军参领。其子伊勒慎袭职后从征噶尔丹有功，授骑都尉，官至都统。阿尔都山亲兄巴尔都山曾孙噶布拉任护军参领，两遇恩诏授骑都尉，从征山西、鄂尔多斯、福建等地屡立战功，于厦门阵亡，优赠二等轻车都尉，其孙卓灵阿袭职时改为骑都尉兼一云骑尉世职。阿尔都山同族额楚曾孙萨穆哈官至礼部尚书、马哈那为云骑尉；元孙迈图亦为云骑尉。

### 扎库塔
镶白旗德楞格世居扎库塔，其曾孙喀柱因办事有能力授三等轻车都尉，从征黑龙江、北京、山东、山海关有功，遇恩诏加至一等轻车都尉兼一云骑尉，其子拉珠袭职后从征福建、湖广等地有功，晋三等男，拉珠之子苏拜、孙子扎尔杭阿等相继承袭，扎尔杭阿袭职时改为一等轻车都尉兼一云骑尉世职。德楞格曾孙布尔赛为骑都尉兼一云骑尉、元孙胡什巴亦为骑都尉兼一云骑尉。德楞格同族瓦古理入关时击败农民军有功，授云骑尉世职。德楞格同族根图恒之孙禅布任骁骑校，三藩之乱中从征云南，因战功优授骑都尉世职。

### 蜚悠城
正白旗策穆特赫世居蜚悠城，本为该地城主，早期因不堪忍受乌喇贝勒布瞻泰压迫而请求归附建州努尔哈赤，努尔哈赤派兵三千迎接策穆特赫，途中与乌喇兵遭遇，是为乌碣岩之战。此役建州获胜，努尔哈赤将策穆特赫部众五百户编为佐领，仍使其统领。策穆特赫之子索博多、孙扬舒授骑都尉；策穆特赫亲弟贝和诺之孙苏伯图、曾孙苏珠克图授骑都尉。镶黄旗艾通阿于天聪时归附，授骑都尉，因无嗣其次弟奇枉、三弟鄂穆索科相继袭职。鄂穆索遇恩诏加一云骑尉，此后从征松花江、北京、山东、延安、江西等地有功，授三等轻车都尉，遇恩诏授加至一等轻车都尉兼一云骑尉，其曾孙富彬袭时改为三等轻车都尉世职。镶红旗乌珠阿穆巴任佐领，授骑都尉兼一云骑尉，其子吴沙拉两遇恩诏加至二等轻车都尉，其子江宁将军达佳、孙佐领达尔图、曾孙佐领达清阿等相继袭职，达尔图承袭时改为骑都尉世职。此外，镶红旗富喀、镶黄旗塔礼、正白旗费雅克塔后裔皆因战功授云骑尉世职。

### 讷殷

#### 穆当阿家族
穆当阿世居讷殷，早年父母双亡，与其弟孔锡库由辉发贝勒养育成人，后其孙图禄锡率众归附努尔哈赤，隶镶红旗。穆当阿曾孙穆成额原任礼部侍郎兼佐领、哈三官至刑部尚书；元孙岳色任都察院副都御史、德成额任陵寝总管。
镶白旗孟古慎郭和世居讷殷，为孔锡库之孙伊星阿之长子，早年同其从弟罗团、莽吉图率领子弟及同里壮丁五百人归附，授以佐领，其长子喀尔喀嘛任福陵总管兼佐领、三子安泰任前锋侍卫，于山海关、河南、江南等地立功，授云骑尉世职。孟古慎郭和曾孙佟济任前锋参领从征福建于盖峙山阵亡，赠骑都尉世职，其子穆斯馨、孙福敏等先后袭职。福敏官至议政大臣、武英殿大学士兼工部尚书。罗团之子鄂团授骑都尉，从征锦州、松山、山海关、福建等地有功，又遇恩诏，加至一等轻车都尉兼一云骑尉，其曾孙福宁袭职时又改为骑都尉兼一云骑尉世职。莽吉图之孙额色黑任秘书院学士，入关时授骑都尉，因考绩称职加一云骑尉，三遇恩诏后加至一等轻车都尉，官至保和殿大学士，其曾孙色什德袭职改袭骑都尉兼一云骑尉世职。此外，莽吉图之元孙福鼐官至兵部尚书、都统兼佐领。

#### 舒穆鲁家族
正红旗舒穆鲁世居讷殷，其次子硕占授骑都尉，平定朝鲜后叙功，加一云骑尉。此后从征北京、山东、河南、江南等地有功，又遇恩诏，陆续加至一等男，其孙达色、发色各分袭男爵，各得二等轻车都尉世职。达色从征福建于海澄阵亡，加赠一云骑尉，因无嗣，由其弟发色承袭，因此并为一等男兼一云骑尉，发色之子明保袭爵，因定藏有功晋为三等子。
舒穆鲁同族伊郎阿之子鄂山任长史，从征福建于厦门阵亡，赠骑都尉世职，其子鄂齐礼、曾孙鄂哈、元孙丰通阿等先后袭职。舒穆鲁同族布哈曾孙雅锡图任骁骑校，从征云南有功，授云骑尉世职，因无嗣其叔祖之孙吴拉岱、珠拉岱等先后袭职。

#### 其他
正白旗金达锡之子雅喇任护军参领，入山海关、从征河南、江南等地屡立战功，三遇恩诏加至一等轻车都尉，又因击败土谢图汗之功晋为三等男，因无嗣其亲侄杨舒袭职、侄孙夸喀、曾侄孙黄岱等相继袭职，黄岱承袭时改为二等轻车都尉世职。
镶白旗纳济曾孙西图任佐领，从征库尔喀获壮丁八十余人，入山海关立功，授云骑尉，因考绩称职晋为骑都尉，三遇恩诏加至二等轻车都尉，因监造乾清宫等宫殿，授一等轻车都尉。其子西巴理袭职后从征湖广于岳州阵亡，赠一云骑尉。其子富世魁、孙西尔岱相继袭职，因无嗣，由其叔祖之子巴尔达承袭，后改为三等轻车都尉世职。
镶黄旗拉弼曾孙绰奇授骑都尉；巴喜授骑都尉，于锦州之役阵亡，赠为二等轻车都尉世职；巴尔泰授骑都尉；元孙新太从征大同，攻朔石时第三登城克，授云骑尉，其子托钮袭职后两次从征北京、山东、入关时与农民军作战时阵亡，优赠为骑都尉兼一云骑尉世职；扎哈喇任半个佐领，从征贵州有功授云骑尉，其子桑格袭职后从征云南立功紧为骑都尉世职；四世孙迈图任七品官，从征江西、湖广，于来龙山与夏国相等作战时阵亡，赠云骑尉世职，因无嗣以亲侄马尔齐哈、侄孙托络诺等袭职。
镶黄旗鄂通果从征俄罗斯有功，优授骑都尉，其子鄂克逊袭职后侦破黄吉等在举火为号响应三藩之乱的计划，生擒黄吉等三十九人，后从征贵州、云南等地屡立战功，任江宁副都统。康熙帝特恩赐骑都尉，合并世职为三等轻车都尉，官至江宁将军。
镶黄旗拖普佳六世孙喀齐喀从征北京、山东，梯攻武定州第二登城，赐巴图鲁号，授骑都尉世职。
正黄旗钮衡额元孙阿尔纳任员外郎，因监造乾清宫等宫殿授云骑尉，其子巴锡袭职后从征江西，在骡子山与韩大任等部作战时伤重而死，赠为骑都尉世职。
正红旗倭赫讷之孙哈理从征山东，于禹城县不设钩梯首先登城，授云骑尉世职。正白旗哲库讷之孙喀尔堪任防御，入山海关时击败农民军有功，授云骑尉世职；海达由护军校，于延安、汉中等地与农民军作战有功，授云骑尉世职。镶红旗玛兰天聪时归附，其子博赫特从征大同有功授云骑尉世职。镶白旗蒙鄂络从征厄鲁特噶尔丹有功，授云骑尉世职，官至护军统领。正白旗岱济曾孙玛尔汉任八品官，从征浙江于台州府阵亡，赠云骑尉世职；元孙福什宝现任内阁学士兼礼部侍郎。镶白旗索诺之子索尔和岱任防御，从征厄鲁特噶尔丹有功，授云骑尉世职；索诺亲侄孙二格任礼部侍郎。正黄旗库德早年同二弟瓦尔党阿、三弟伊萨鲁等归附，伊萨鲁五子英格勒任骁骑校，从征江西、湖广等地有功，授云骑尉世职。镶黄旗包衣赫锡亨任委署骁骑校，从征浙江、福建等地，于太平山阵亡，赠云骑尉世职。镶白旗艾星阿锡哈纳官至文渊阁大学士兼礼部尚书。镶黄旗包衣色克锡天聪时期归附，其孙新柱为二等轻车都尉。

### 额赫库伦
镶白旗富塔纳世居额赫库伦，初隶镶黄旗，其曾孙积普苏因办事有能力授云骑尉，从征额伦钥色等地有功，授为骑都尉，其子丹达哈袭职遇恩诏加一云骑尉，因无嗣，其亲叔之子达密善袭职、叔祖之子那尔善相继袭职，那尔善两遇恩诏加至二等轻车都尉，后因事降为骑都尉兼一云骑尉，那尔善伯祖之孙塔纳喀、曾孙岳希纳、元孙富德等先后袭职，富德保袭职时改为骑都尉世职。
镶红旗庆舒天聪时期归附，其元孙特缪任委署参领，从征察哈尔、云南等地有功，优授骑都尉兼一云骑尉世职。镶红旗都庆讷亦天聪时期归附，元孙唐古纳、安拜、黑色授三等轻车都尉，萨穆哈从征云南有功，授云骑尉世职。

### 讷殷江
镶黄旗翁阿岱世居讷殷江，天聪时期归附，授骑都尉，从征黑龙江有功加一云骑尉，其次子舒锡兰袭职后三遇恩诏加至一等轻车都尉，因事降为骑都尉兼一云骑尉，其亲侄和托袭职后于三藩之乱期间从征广西与吴世琮作战时阵亡，赠三等轻车都尉世职，其子其子哲库讷、从侄巴锡、侄孙穆赫伦等先后承袭，其中袭职巴锡任内阁学士兼礼部侍郎。翁阿岱之长子吴赛任员外郎，其本人与后裔隶本旗镶黄旗包衣。
正白旗图巴哈长子鄂内任护军校，从征武昌、四川等地有功，授云骑尉世职；三子卓内任护军校，从征锦州、北京、山东、山海关等地有功，授骑都尉世职。
正黄旗常贵天聪时归附，其四世孙骚达色任前锋校从征准噶尔阵亡，赠云骑尉世职。

### 长白山
镶黄旗苏尔东阿世居长白山，归附后使其镇守辉发，当时有七村之众占据佛多和城发动叛乱，苏尔东阿成功平叛，并招降四十户，编佐领使其统领。后毛文龙率兵五百进攻，被苏尔东阿全部歼灭，授三等轻车都尉，其次子舒书袭职后因事革职后停袭。
镶黄旗安锦从征大同、蒙古、宁远等地有劳绩，授云骑尉，后于潼关阵亡，优赠骑都尉，其子阿禄、孙硕色、从侄雅住、侄孙富泰、侄曾孙丑格等先后袭职。安锦之弟阿苏巴任膳房总领。

### 其余各地
镶蓝旗殷达瑚齐世居赛音讷殷，归附后任骁骑校。殷达瑚齐次子安达理之子阿兰泰为康熙朝重臣，历任官至武英殿大学士兼吏部尚书，入贤良祠。殷达瑚齐三子尼喀那任三等护卫，从征江西、两广、云南等地有功，优授骑都尉，官至护军统领，因无嗣由其侄阿兰泰之子富宁安承袭。富宁安历任都统、吏部尚书、大学士等官职，授靖逆将军，击退准噶尔大汗策妄阿拉布坦有功，晋为一等侯，命署西安将军，后因事革去侯爵，不久卒于西安，追赠太子太傅，谥号文恭。因无嗣，雍正帝令其甥乌苏氏吴鲁理袭骑都尉，任员外郎，其子富成等先后袭职。
镶白旗瓦星阿世居吉林乌喇，天聪时归附，从征北京、山东等地有功，授云骑尉，此后又在河南、江南等处屡立战功，于常熟之役首先登城，晋为骑都尉，三遇恩诏加至二等轻车都尉，其长子硕色、次子费达理、孙噶布拉相继承袭，噶布拉因事革退，其亲伯之子胡松阿袭职时改回骑都尉世职。
镶红旗鄂备世居辉发，天聪时归附后任佐领，从征山海关、河南、江南、两广有功，又遇恩诏，授一等轻车都尉兼一云骑尉，官至副都统，其三子瓦尔达、四弟法克金、孙法礼、曾孙富亮等相继承袭，富亮袭职时改为骑都尉世职。鄂备长子阿尔琥任副都统，从征陕西、湖广等地，于长沙阵亡，优赠三等轻车都尉世职。
正蓝旗科罗惠世居席百，授骑都尉，三遇恩诏加至二等轻车都尉，其子金柱袭职从征厄鲁特噶尔丹有功，授一等轻车都尉，其子瞻禄袭职时改为骑都尉兼一云骑尉，其从侄高德分袭骑都尉世职；其亲弟本禄分袭云骑尉世职，任委署歩军校。科罗惠元孙达元亦为骑都尉。
镶蓝旗博尔钟果世居卦尔察，其子克勒从征朝鲜易州、北京、山东，于禹城之役第二登城，授云骑尉，因无嗣由其亲侄伊珠、侄孙额尔库讷、侄曾孙吴雅图、玛哈纳等相继承袭。
镶黄旗充顺巴本世居岳克通鄂城，其元孙绥合纳任打牲乌喇总管；四世孙萨普苏官至黑龙江将军，曾率清军出征雅克萨之战，因此战功授一等轻车都尉；五世孙常德任宁古塔将军，因效力年久，特赐骑都尉，准袭三次。
正白旗博索世居马察，其子齐式礼任委署参领，从征浙江、福建、云南等地有功，优授骑都尉世职。
正白旗富礼塔世居绥分，其元孙飬阿任骁骑校，从征云南有功，授云骑尉世职。正黄旗温普理世居嘉木湖，曾孙达理瑚任委署护军校，从征察哈尔布尔尼有功，授云骑尉世职。正蓝旗沙济世居沙晋和罗，其曾孙星额理任委署章京，从征保宁有功授云骑尉世职。正白旗包衣艾达世居苏完，四世孙奇拉浑任护军校，从征浙江、福建屡次于海战中击败郑经所部，授云骑尉世职。正蓝旗佟阿泰世居打牲乌喇，其孙托色任骁骑校，从征云南有功，授云骑尉世职。